# إريك جوفروا
إريك جوفروا (بالفرنسية: Éric Geoffroy) هو فيلسوف فرنسي، ولد في 1956 في بلفور في فرنسا.

## وصلات خارجية
- الموقع الرسمي